# 托爾明市鎮

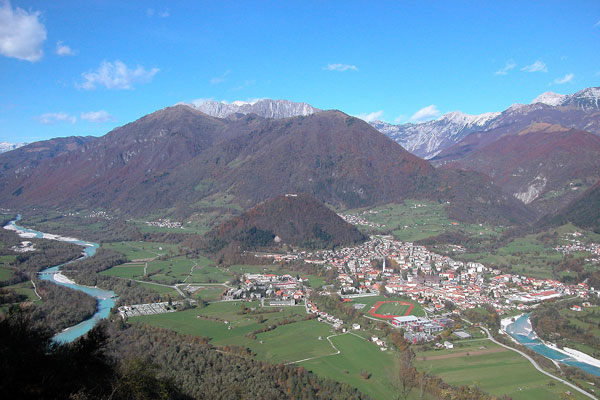
镇中心

托爾明市鎮是斯洛文尼亞西北部的一個市镇，行政中心為托爾明。该市镇位於索查河畔，距離首都盧布爾雅那87公里，与意大利接壤。市镇面積为381.5平方公里，海拔高度200米，2002年人口数量为12,198人。
第二次世界大戰期間，納粹德國在1943至1945年佔領該地。

## 外部連結
- 官方网站  （斯洛文尼亚文）
- Municipality of Tolmin on Geopedia （页面存档备份，存于）
- LTO Sotočje, local tourist board （斯洛文尼亚文） （英文） （德文） （意大利文）
- FFA Posočje （页面存档备份，存于） Posočje Free Flying Association （斯洛文尼亚文） （英文）